# Lisotrigona scintillans
Lisotrigona scintillans är en biart som först beskrevs av Cockerell 1920.  Lisotrigona scintillans ingår i släktet Lisotrigona och familjen långtungebin. Inga underarter finns listade i Catalogue of Life.